# タートル・トーク
タートル・トーク(英: Turtle_Talk_with_Crush(英語版))は世界のディズニーパークにあるアトラクション。

## このアトラクションが存在するパーク
- エプコット（ウォルト・ディズニー・ワールド・リゾート）
- ディズニー・カリフォルニア・アドベンチャー（ディズニーランド・リゾート）
- 東京ディズニーシー（東京ディズニーリゾート）

## 過去にこのアトラクションが存在したパーク
- 香港ディズニーランド（香港ディズニーランド・リゾート）

## 概要
タートル・トーク(Turtle Talk with Crush)はCGで再現された、映画『ファインディング・ニモ』に登場するウミガメのキャラクター「クラッシュ」とゲストが会話をしながら楽しむ参加型ショーのアトラクション。
アトラクション内は正面に巨大なスクリーンが設置されている。スクリーンは、海と客席とを隔てるガラス窓という設定であり、スクリーンにはCGでどこまでも広がる海とクラッシュ用のマイク（東京ディズニーシー版では、このマイクのことをハイドロフォンと呼んでいる）が再現されている。
ショーは、司会進行役のキャストとクラッシュによって進められる。クラッシュの声は、ゲストからは見えない位置にいる声役のキャストによって発せられ、その声に合わせてCGのクラッシュが動くようになっている。CGは映画版と同等のクオリティで構成されている上、声の発音に合わせてコンピューターが声を認識、かつ瞬時に適切な口の動きをするようになっており、ゲストは実際にクラッシュと会話をしているような体験をすることができる。アトラクション内では、前方エリアの小さな座席に主に子供のゲストが、後方の映画館の座席のようなエリアに大人のゲストが座るようになっており（東京ディズニーシー版の前方エリアは小さめのベンチになっている）、前方エリアにいる子供のゲストがクラッシュに質問したり、クラッシュの質問に答えたりすることができる（東京ディズニーシーでは、クラッシュが後方エリアのゲストも指名する）。子供に対する質問などは司会役のキャストが誘導する。クラッシュ役のキャストはゲスト全体が見渡せる位置におり（もしくは遠隔で見えるようになっており）、質問をするゲストの身振り手振りや服装などについても言及することがある。
登場キャラクターはクラッシュだけでなく、ナンヨウハギの「ドリー」が通りかかり、話しかけてくることもある。
このような内容のアトラクションであるため、ショーの内容は毎回異なり、ショーが面白いか否かは、クラッシュの声を担当するキャストの話術と司会役のキャストの進行の技量によるところが大きい。
なお、このアトラクションの基本構造をそのままにキャラクターや設定を変えたアトラクションが2つある。一つは香港ディズニーランドなどにある、クラッシュを映画『リロ・アンド・スティッチ』の「スティッチ」に置き換え、設定はスティッチの侵入した宇宙船に変更した「スティッチ・エンカウンター」で、もう一つはフロリダのマジック・キングダムにある、クラッシュを映画『モンスターズ・インク』の「マイク」に置き換え、設定はモンスターズ社に変更した「モンスターズ・インク・ラフフロアー」である。
2016年、映画「ファインディング・ドリー」の公開に合わせてリニューアルが行われており、ニモ、マーリン、スクワートの他、ファインディング・ドリーからデスティニー、ハンク、ベイリーが新たに登場した。

## 各施設紹介

### エプコット
| タートル・トーク Turtle Talk with Crush | タートル・トーク Turtle Talk with Crush | タートル・トーク Turtle Talk with Crush | タートル・トーク Turtle Talk with Crush |
| --------------------------------------- | --------------------------------------- | --------------------------------------- | --------------------------------------- |
| オープン日                              | オープン日                              | 2004年11月16日                          | 2004年11月16日                          |
| スポンサー                              | スポンサー                              | なし                                    | なし                                    |
| 所要時間                                | 所要時間                                | 10-12分                                 | 10-12分                                 |
| 利用制限                                |                                         | なし                                    | なし                                    |
| ファストパス                            | ファストパス                            |                                         | 対象外                                  |
| シングルライダー                        | シングルライダー                        |                                         | 対象外                                  |

世界で最初にできたオリジナル版。
シー・ウィズ・ニモ&フレンズ館内に設置されている。

### ディズニー・カリフォルニア・アドベンチャー
| タートル・トーク Turtle Talk with Crush | タートル・トーク Turtle Talk with Crush | タートル・トーク Turtle Talk with Crush | タートル・トーク Turtle Talk with Crush |
| --------------------------------------- | --------------------------------------- | --------------------------------------- | --------------------------------------- |
| オープン日                              | オープン日                              | 2005年7月15日                           | 2005年7月15日                           |
| スポンサー                              | スポンサー                              | なし                                    | なし                                    |
| 所要時間                                | 所要時間                                | 10-12分                                 | 10-12分                                 |
| 利用制限                                |                                         | なし                                    | なし                                    |
| ファストパス                            | ファストパス                            |                                         | 対象外                                  |
| シングルライダー                        | シングルライダー                        |                                         | 対象外                                  |

「ディズニー・アニメーション」内に設置されている。

### 香港ディズニーランド
| タートル・トーク Turtle Talk with Crush 哈囉阿古 | タートル・トーク Turtle Talk with Crush 哈囉阿古 | タートル・トーク Turtle Talk with Crush 哈囉阿古 | タートル・トーク Turtle Talk with Crush 哈囉阿古 |
| ------------------------------------------------ | ------------------------------------------------ | ------------------------------------------------ | ------------------------------------------------ |
| オープン日                                       | オープン日                                       | 2008年3月31日                                    | 2008年3月31日                                    |
| クローズ日                                       | クローズ日                                       | 2008年8月10日                                    | 2008年8月10日                                    |
| スポンサー                                       | スポンサー                                       | なし                                             | なし                                             |
| 所要時間                                         | 所要時間                                         | 12-14分                                          | 12-14分                                          |
| 定員                                             | 定員                                             | 100名                                            | 100名                                            |
| 利用制限                                         |                                                  | なし                                             | なし                                             |
| ファストパス                                     | ファストパス                                     |                                                  | 対象外                                           |
| シングルライダー                                 | シングルライダー                                 |                                                  | 対象外                                           |

時間帯によって、広東語、英語、北京語で実施されていた。
2008年前半のノンストップ・サマー・ファンの期間中、期間限定アトラクションとしてメインストリートUSAにオープンした。なお、香港ディズニーランドには常設のアトラクションとして「スティッチ・エンカウンター」も存在する。しかし、「スティッチ・エンカウンター」も2016年5月2日をもってクローズした。

### 東京ディズニーシー
| タートル・トーク Turtle Talk | タートル・トーク Turtle Talk | タートル・トーク Turtle Talk | タートル・トーク Turtle Talk |
| ---------------------------- | ---------------------------- | ---------------------------- | ---------------------------- |
| オープン日                   | オープン日                   | 2009年10月1日                | 2009年10月1日                |
| スポンサー                   | スポンサー                   | 講談社                       | 講談社                       |
| 所要時間                     | 所要時間                     | 約30分                       | 約30分                       |
| 定員                         | 定員                         | 約238名                      | 約238名                      |
| 利用制限                     |                              | なし                         | なし                         |
| ファストパス                 | ファストパス                 |                              | 2023年 なし                  |
| シングルライダー             | シングルライダー             |                              | 対象外                       |

リアルタイムでディズニーの仲間と直接会話が出来るシステムは東京ディズニーリゾート内で初の試みとなる。
2008年10月29日、東京ディズニーシー (TDS)を運営しているオリエンタルランド社 (OLC)の広報部より当アトラクションの導入決定を一般公開した。 総工費は約13億円。
設置エリアはアメリカンウォーターフロントにあるS.S.コロンビア号の船尾で、入口はS.S.コロンビア・ダイニングルームとテディ・ルーズヴェルト・ラウンジの入口の左側にあり、「TURTLE TALK」とクラッシュが書かれたアーチが設置されている。
S.S.コロンビア号などの写真が飾ってある「ミュージアム」という部屋を通ったゲストは、「レクチャールーム」に入る。ここではスライドを使ってのアトラクションやハイドロフォンの説明やショーで使う言葉の練習などをする。それらのプレショー終了後に船尾にある海底展望室に行き、ハイドロフォンを使ってクラッシュと会話する。海底展望室の窓（スクリーン）には海の世界が広がっており、ゲストが呼ぶとクラッシュが遊びにやってくる。ちなみに、クラッシュとの会話に使うハイドロフォンとは、研究者達が海の仲間たちと人が会話できるために開発した最新式の装置で、この装置を使ってゲストはクラッシュと会話するという設定。
2008年1月26日には当日、TDSを親子で訪れたゲストの中からキャストが声をかけ、了解を得たゲスト対象にプレイテストが行われた。2009年9月19日から海底展望室の準備ができた日に限り、スニークプレビューとして一般公開を実施しており、9月24日に報道陣とエキストラに公開。また、8月には入口のアーチは完成されていた。
なお、2014年9月4日より講談社がこのアトラクションのオフィシャルスポンサーとなった。
新キャラクターなどを追加するリニューアルを行うため、同アトラクションは2017年2月9日より一時的なクローズとなり、ポートディスカバリーの新アトラクション、ニモ&フレンズ・シーライダーのグランドオープンと同日の2017年5月12日にリニューアルオープンした。
2023年現在、東京ディズニーリゾート内でのファストパス発券は終了。
2023年7月26日から「40周年記念プライオリティパス」を導入している。

#### キャスト
- クラッシュ：小山力也
- デスティニー：中村アン
- ベイリー：多田野曜平
- ハンク：上川隆也
- スクワート：大河原爽介
- ドリー：室井滋
- マーリン：木梨憲武
- ニモ：菊地慶

※クラッシュ役の小山については、担当している台詞は一部分で、大部分はその時々の声優が担当している。なお、その他のキャラクターは担当声優の固定音声（2パターン）がランダムで、すべての部分において使用されている。

## トリビア
- 東京ディズニーシー版のオープン初日の最高待ち時間は180分を記録した。[要出典]
- 東京ディズニーシー版では、クラッシュやドリーの他にクジラが出演している。
- 東京ディズニーシー版には、クラッシュとの会話、及び、プレショーにはそれぞれ特別バージョンが存在する。
- 北米ディズニーリゾートでは、ゲスト席の前方はそのまま床に座る方式だが、東京ディズニーシーでは椅子席になっている。ともに小さいお子様用である。
- クラッシュが選んだゲストをガイドに説明する際、ゲストの特徴を「ピンクのイソギンチャク」「黒い甲羅」「白い貝殻」特にミッキーのカチューシャを「二枚貝」と呼ぶ等、その服装を海のものに見立てて説明する。また腕のことは「ヒレ」と呼ぶ（例：「質問のある人は大きくヒレ上げてー！！」）。
- クラッシュとの会話に使うハイドロフォンは東京ディズニーシーのものと、その他の海外パークとではデザインが違っている。ディズニーシーのものはアトラクションがあるエリアに合わせたデザインをしている。
- 2013年06月29日放送のテレビ番組「人志松本のすべらない話」において千原ジュニアが語った、東京ディズニーシー版でクラッシュに話術で完敗したやりとりの話がMVS（最も面白かった話）に選ばれた。